# The Plains (Ohio)
The Plains es un lugar designado por el censo ubicado en el condado de Athens en el estado estadounidense de Ohio. En el Censo de 2010 tenía una población de 3080 habitantes y una densidad poblacional de 520,89 personas por km².

## Geografía
The Plains se encuentra ubicado en las coordenadas 39°21′55″N 82°8′1″O / 39.36528, -82.13361. Según la Oficina del Censo de los Estados Unidos, The Plains tiene una superficie total de 5.91 km², de la cual 5.9 km² corresponden a tierra firme y (0.26%) 0.02 km² es agua.

## Demografía
Según el censo de 2010, había 3080 personas residiendo en The Plains. La densidad de población era de 520,89 hab./km². De los 3080 habitantes, The Plains estaba compuesto por el 91.98% blancos, el 3.05% eran afroamericanos, el 0.39% eran amerindios, el 1.04% eran asiáticos, el 0.03% eran isleños del Pacífico, el 0.19% eran de otras razas y el 3.31% pertenecían a dos o más razas. Del total de la población el 1.79% eran hispanos o latinos de cualquier raza.